# 小指対立筋
小指対立筋（しょうしたいりつきん、Opponens digiti minimi muscle）は人間の上肢の筋肉で小指の対立を行う。
有鉤骨鉤、屈筋支帯から起こり、第5中手骨尺側縁で停止する。